# Les Portes de l'enfer (Lefranc)
Pour les articles homonymes, voir Les Portes de l'enfer.
Les Portes de l'enfer est le cinquième tome de la série Lefranc écrit par Jacques Martin et dessiné par Gilles Chaillet, prépublié dans Tintin belge no 25 du 21 juin 1977 au no 40 du 4 octobre 1977 – en France no 105 du 13 septembre 1977 au no 118 du 13 décembre 1977, avant d'être édité en 1978 par Casterman.

## Résumé
Lors d'un vol dans les Alpes avec Jeanjean, Lefranc perd le contrôle de son avion et s'écrase sur le sommet d'une montagne isolée de tout. Il y rencontre une grand-mère (Laura) et sa petite fille (Lisa), vivant recluses. D'étranges phénomènes se produisent : explosions, nuée chimique corrosive... 
Pour s'en protéger, le groupe pénètre de vieux souterrains, que la femme semble bien connaitre. C'est le prétexte pour plonger dans une histoire de sorcellerie du Moyen Âge. Après plusieurs tentatives de sortie, Lefranc et ses compagnons tentent de rejoindre la civilisation. Après la traversée d'une vallée détruite par les nuées précédemment observées, ils sont interpellés par des militaires en opérations. Ils apprennent qu'ils se sont retrouvés au cœur de manœuvres dues à l'utilisation par erreur d'armes non conventionnelles. 
Tout d'abord gardés au secret, Lefranc et Jeanjean sont finalement libérés, alors que Laura et Lisa disparaissent dans un éclair de sorcellerie.

## Personnages
- Guy Lefranc
- Jean "Jeanjean" Le Gall
- Laura Lane
- Lisa Lane
- Colonel Polsius, commandant de la 3e section spéciale.

### Documentation
- Jean Léturgie, « Les Portes de l'enfer », Schtroumpfanzine, no 21,‎ juillet 1978, p. 24.